# “Kyun”
「“Kyun”」（キュン）は、佳苗の6枚目のシングル。1999年5月26日にSony Recordsから発売された。

## 概要
- 佳苗にとって1999年の第1弾シングル[2]。
- フジテレビ系列で放送されたテレビアニメ『こちら葛飾区亀有公園前派出所』の5代目エンディングテーマとして[3]、第123話（1999年4月25日）から第135話（1999年7月25日）まで使用された。エンディング映像は、両津勘吉と麻里愛を中心とした物になっている。
- 1999年5月16日放送の第126話「	五輪（オリンピック）にゃまだ早い?」と、同年12月12日放送の第146話「ボーナス争奪戦4」では挿入歌として使用された。
- 初回盤限定で、『こちら葛飾区亀有公園前派出所』の登場人物（両津、中川、麗子、大原、麻里愛）と佳苗がバンド演奏をしている様子が描かれた定規付きシートが付属された[4]。
- 若年層を意識した楽曲として制作された[2]。
- 2曲とも本人のアルバムには未収録となっている。

## 収録曲
（全作曲：春畑道哉、編曲：春畑道哉・池田大介）
1. “Kyun” [4:04]
作詞：牧穂エミ
  - フジテレビ系テレビアニメ『こちら葛飾区亀有公園前派出所』エンディングテーマ[5]
2. 忘れてしまえるなら・・・ [3:53]
作詞：佳苗
3. “Kyun”（オリジナル・カラオケ） [4:01]

## 収録アルバム
| 曲名   | 収録アルバム                                  | 発売日        | 規格品番   |
| ------ | --------------------------------------------- | ------------- | ---------- |
| “Kyun” | 『こち亀百歌選 〜主題歌ベストコレクション〜』 | 2003年3月19日 | PCCA-01869 |